# Tanah Merah (Galang)
Tanah Merah is een bestuurslaag in het regentschap Deli Serdang van de provincie Noord-Sumatra, Indonesië. Tanah Merah telt 1633 inwoners (volkstelling 2010).